# Tipula (Lunatipula) hypovalvata
Tipula (Lunatipula) hypovalvata is een tweevleugelige uit de familie langpootmuggen (Tipulidae). De soort komt voor in het Palearctisch en Oriëntaals gebied.